# ブプレノルフィン・ナロキソン
ブプレノルフィン・ナロキソン(英: Buprenorphine/naloxone)は、サボキソン（Suboxone）という商品名で販売されているブプレノルフィンとナロキソンを含む配合薬である。オピオイド使用障害の治療にカウンセリングと組み合わせて使用される。サボキソンは離脱症状を約24時間軽減する効果がある。ブプレノルフィン・ナロキソンは2つの異なる形態があり、投与法は舌下投与または口腔内投与である。
副作用には、呼吸抑制（呼吸低下）、瞳孔の縮小、眠気、低血圧などがあげられる。過剰摂取のリスクは、メタドンよりもブプレノルフィン・ナロキソンの方が低い。しかしながら、オピオイド使用障害患者はメタドンよりもブプレノルフィン・ナロキソンの治療をやめる可能性が高い。妊娠中に治療が必要な場合は、一般的にメタドンまたはブプレノルフィン単独が優先される。
低用量のブプレノルフィンは、通常のオピオイド効果をもたらすが、特定のレベルを超える高用量による更なる効果は得られない。これにより、他のオピオイドよりも過剰摂取のリスクが低くなると考えられている。ナロキソンは、注射によって投与された場合、他のオピオイド（ブプレノルフィンを含む）と競合し、その効果を遮断するオピオイド拮抗薬である。ナロキソンは、経口摂取した場合の吸収が不十分であり、注射によって薬を誤用するリスクを減らすために追加される。ただし、注射による誤用または経鼻使用は依然として発生する。米国での誤用の割合は、他のオピオイドよりも低いとされる。
この配合薬は、2002年に米国で、2006年にヨーロッパで医療用に承認された。2017年の米国での卸売り価格は1日あたり2.32～3.15米ドルである。2015年のデータによると、英国では、同様の用量で国民保健サービスにかかる費用は1日あたり0.90～2.72ポンドである。ジェネリック版は2018年半ばに承認された。2017年には米国で288番目に一般的に処方された薬であり、その処方件数は100万件を超える。